# Supliki chłopskie
Supliki chłopskie (łac. supplicare – „pokornie prosić”, „błagać”) – pisemne skargi lub prośby składane przez chłopów od XVI wieku do sądu referendarskiego a nawet do króla.
Pisma chłopów dotyczące spraw wyzysku pańszczyźnianego, w przypadku dóbr prywatnych kierowane były do właściciela lub administratora, w przypadku dóbr królewskich oraz majątków kościelnych do sądu referendarskiego a nawet do króla. Dotyczyły one skarg związanych we wzrostem obciążeń feudalnych w postaci zwiększania różnych form pańszczyzny (najmy przymusowe, darmochy, szarwarki) i wzrostu wymiaru danin w naturze. Supliki, czy to w formie płaczliwej prośby czy też stanowczego żądania oraz uporu chłopskiego nie spełniały chłopskich oczekiwań. 